# 吳重儀
吳重儀，香港裁判官，1965年出生，自2006年起獲委任為特委裁判官，因多次刑事審訊拒絕處理被告對警方執法爭議指控而被部分香港媒體關注。

## 學歷及其他經歷
- 1997年取得伍爾弗漢普頓大學的法學學士學位[1]
- 1998年取得香港大學的法學專業證書[1]
- 1999年取得倫敦大學的法學碩士（知識產權）學位[1]
- 2001年在香港獲事務律師資格。[1]

## 爭議
關於吳重儀的爭議，主要是圍繞自2019年起香港逃犯條例爭議相關案件的判決。有網民發起對她和水佳麗，蘇文隆等多個法官的投訴，投訴當中批評她處事偏頗，包括分析證據並未符合毫無合理疑點的標準、基於主觀意見作出評論及裁決，以及判刑時持有預設立場等。至2020年7月15日，司法機構首次證實有三名裁判官遭大量投訴，但未有透露姓名。

### 大埔餐廳廚師襲環保署職員涉違犯終院案例指示，終院指出可能存有嚴重不公平同意批出上訴許可
於2018年3月，一名於大埔開設「盧爸爸私房菜」的餐廳東主盧建新被控襲擊一名環保署職員，被原審裁判官吳重儀判罪名成立。但該名餐廳東主不服上訴至高院，代表律師張達明於法庭上批評，在處理是否誣告的案件中，終院案例指示，法庭不可揣測對方的動機。惟原審裁判官不斷質問上訴人，又批評吳作為原審裁判官，對上訴人存有偏見、邏輯有問題，很快就覺得一名公職人員不會誣衊人。
高院暫委法官林嘉欣以證人口供不同屬聊勝於無，駁回上訴人上訴。該餐廳東主獲張達明義助上訴至終審法院，獲終審法院以案件在進行審訊和處理證據方面可能存在重大和嚴重不公平現象為由，同意批出上訴許可，案件定於2021年1月4日於終審法院審理。

### 2020年3月COVID-19事件：拒絕處理警暴投訴
於2020年COVID-19事件期間，政府徵用美孚翠雅山房作檢疫中心，引來美孚居民抗議，其中兩名被捕男子被指堵路及襲警，分別被落案控以在公眾地方擾亂秩序及襲警罪。其中一被告向法庭投訴，在警署內被人笠膠袋「由頭打到腳」，及於警署內被警告切勿投訴或找律師，「除非你以後唔再出嚟，否則一定搵到你」，但裁判官吳重儀回應：「我知道嚟做乜嘢？我又唔係監警會！」代表律師則回應，上述投訴對審訊有影響，讓法庭紀錄在案，有其重要性。而具有法律背景的時事評論員王岸然則批評吳重儀不願去了解一件案件的多方面事故，是失職及不合格，又指年輕人若被警方濫用私刑，警員所犯的罪遠比青年在警民衝突時揮拳襲警嚴重。

### 2020年6月黎明行動審訊爭議：信納及主動辯護警方不一致口供
一名小學男教師被指2019年11月11日黎明行動當日駕車上班時車速太慢，遭警方截查時襲警。及後該名教師被控襲警，雖然其中一名作供警長前後不一，現場有另外兩名警員亦供稱看不到被告的施襲，但吳重儀仍然判被告罪成，將被告判入精神病院，又對警察表現高度信任及讚揚。
一名警長作供時描述被告犯案情況時，多次修改供詞，曾提及「踢」、「撐」、「膝撞」三種說法，辯方質疑警長上衣沒有被告的鞋印，難以是「撐」，警長後來改口指是膝撞。但吳重儀則主動為作供的警員辯護，指認為警長只是嘗試以較詳盡方式表達，及讓法庭更清楚，沒有誇大或不一致。現場有另外兩名警員供稱看不到被告的施襲動作，和警長作供不一，吳重儀則稱讚他們實話實說，實事求是。吳重儀又多處批評被告供詞，指難以相信被告當時不知道有「和你塞」及三罷行動，對於教師事後滿身傷勢，辯方於審訊時指被告是遭鍾警長及其同袍聯合毆打，警長作供時承認截查時被告面部無傷，亦同意辯方所述，在場調查警員有份造成傷勢。吳重儀全盤信納警方口供，謂一切傷勢皆是被告反抗和掙扎所自招。對於被告出庭自辯時供稱感覺到警員想掟他落橋，吳主動指控說法荒唐，懷疑其人格和心智有潛在障礙，又攻擊其專業，關注其「仲可唔可以教書」，又稱不相信被告不仇警，預告必定判監。吳官最終駁回辯方保釋申請，將教師還押小欖精神病治療中心候判。

有關做法引起部分民主派人士不滿，其中荃灣區議員岑敖暉隨即於社交媒體發起投訴行動，批評吳重儀以「不信警貿然粗口罵被告」為其中一因由，裁定被告為「不可靠證人」，但網上早有大量片段證明警察經常以粗言穢語辱罵普通市民、傳媒、被捕人士及被截查人士。又指如果警員並無說謊，對事實的理解理應一致，但警察口供不一竟成吳重儀裁定警員為「誠實可靠證人」的理由，直指吳對牽涉同類與政治有關案件的被告有極嚴重的偏見，對警員也有超乎常理的信任，絕不適宜再擔任同類案件的主審裁判官。另外，教協亦關注事件，認為裁決存在不少疑點，例如其他警員員作供時表示看不到施襲動作及證供不一的情況下仍認為警員作供可靠，又對於他在事發時被警員暴力對待，包括涉嫌跪頸、從後刮眼球等而導致嚴重受傷深感憤怒，表明將繼續全力跟進和支援。